# Condado de Westmorland (Novo Brunswick)
O Condado de Westmorland é um dos quinze condados da província canadense de New Brunswick.